# Техену
| T14 | W24 · W24 · W24 | N25 |

| T14 | W24 · W24 · W24 | N25 |

Техену (чихну) — древнеегипетское название для территории в северной Ливии, прилегавшей непосредственно к египетской границе, и населявшего её племени.
Регион Техену впервые упоминается ещё в записях додинастического периода Древнего Египта, в так называемой «ливийской палитре» фараона Скорпиона II.
Ко временам заката культуры «периода полорогих» в Египте эпохи Древнего Царства (около 2700—2200 гг. до н. э.) упоминаются кочевые племена к западу от долины Нила, одну группу которых египетские источники называют «чимх» (от kimhu — по-видимому, «чёрные», то есть брюнеты), а другую «чихну» (от kihn[aw]u — «светлые», то есть блондины). Именно на такие прочтения указывают фонетические закономерности египетского языка периодов Древнего и Среднего царств: принятые в исторической науке названия темеху и техену — основаны на гораздо более позднем (новоегипетском) произношении и его передаче в античных источниках.
Во время правления фараонов Аменхотепа II и Аменхотепа III, в записях из «гробницы Кенамуна» и «гробницы Анена» близ Фив земля Техену упоминается как «враждебная страна». Также и в списках фараона Рамзеса II из Абидоса Техену обозначена как вражеская страна на Севере. Согласно обозначениям, данным в списках «Одиссеи Вермаи» и упоминания у Мернептаха, можно определить, что страна Техену в Ливии лежала западнее египетского региона Хасуу.
Люди из Техену участвовали на стороне врагов египтян и в Саисской битве (1208 год до н. э.), в которой фараон Мернептах разбил напавшие на Египет объединённые силы ливийских племён и народов моря.